# Тутри
Тутри́ (фр. Toutry) — коммуна во Франции, находится в регионе Бургундия. Департамент коммуны — Кот-д’Ор. Входит в состав кантона Семюр-ан-Осуа. Округ коммуны — Монбар.
Код INSEE коммуны — 21642.

## Население
Население коммуны на 2010 год составляло 465 человек.
| 1962 | 1968 | 1975 | 1982 | 1990 | 1999 | 2010 |
| ---- | ---- | ---- | ---- | ---- | ---- | ---- |
| 611  | 687  | 724  | 503  | 496  | 452  | 465  |

## Экономика
В 2010 году среди 266 человек трудоспособного возраста (15—64 лет) 200 были экономически активными, 66 — неактивными (показатель активности — 75,2 %, в 1999 году было 67,6 %). Из 200 активных жителей работали 160 человек (85 мужчин и 75 женщин), безработных было 40 (15 мужчин и 25 женщин). Среди 66 неактивных 15 человек были учениками или студентами, 29 — пенсионерами, 22 были неактивными по другим причинам.